# Возвращение блудного сына (Рембрандт)
«Возвращение блудного сына» — картина Рембрандта на сюжет новозаветной притчи о блудном сыне, экспонирующаяся в Эрмитаже.

## Сюжет
На картине изображён финальный эпизод притчи, когда блудный сын возвращается домой, «и когда он был ещё далеко, увидел его отец его и сжалился; и, побежав, пал ему на шею и целовал его», а его старший праведный брат, остававшийся с отцом, «осердился и не хотел войти».
Сюжет привлекал внимание знаменитых предшественников Рембрандта: Дюрера, Босха, Луки Лейденского, Рубенса.

## Описание
Это самое большое полотно Рембрандта на религиозную тему.

### Ключевые персонажи
На небольшой площадке перед домом собрались несколько человек. В левой части картины изображён спиной ко зрителю коленопреклонённый блудный сын. Его лица не видно, голова написана в profil perdu. Отец нежно касается плеч сына, приобнимая его. Картина — классический пример композиции, где главное сильно сдвинуто от центральной оси картины для наиболее точного раскрытия основной идеи произведения. «Главное в картине Рембрандт выделяет светом, сосредотачивая на нём наше внимание. Композиционный центр находится почти у края картины. Художник уравновешивает композицию фигурой старшего сына, стоящего справа. Размещение главного смыслового центра на одной трети расстояния по высоте соответствует закону золотого сечения, который с древних времен использовали художники, чтобы добиться наибольшей выразительности своих творений».
Бритая, будто у каторжника, голова блудного сына и его потрёпанная одежда свидетельствуют о падении. Воротник хранит намёк на былую роскошь. Туфли изношены, причем трогательная деталь — одна упала, когда сын становился на колени. В глубине угадывается крыльцо и за ним отцовский дом. Мастер поместил главные фигуры на стыке живописного и реального пространств (позднее холст был надставлен внизу, но по замыслу автора его нижний край проходил на уровне пальцев ног коленопреклонённого сына). «Глубина пространства передаётся последовательным ослаблением светотеневых и цветовых контрастов, начиная от первого плана. Фактически она строится фигурами свидетелей сцены прощения, растворяющимися постепенно в полумраке». «Перед нами децентрализованная композиция с главной группой (узлом события) слева и цезурой, отделяющей её от группы свидетелей события справа. Событие заставляет по-разному реагировать участников сцены. Сюжет строится по композиционной схеме „отклик“».

### Второстепенные персонажи

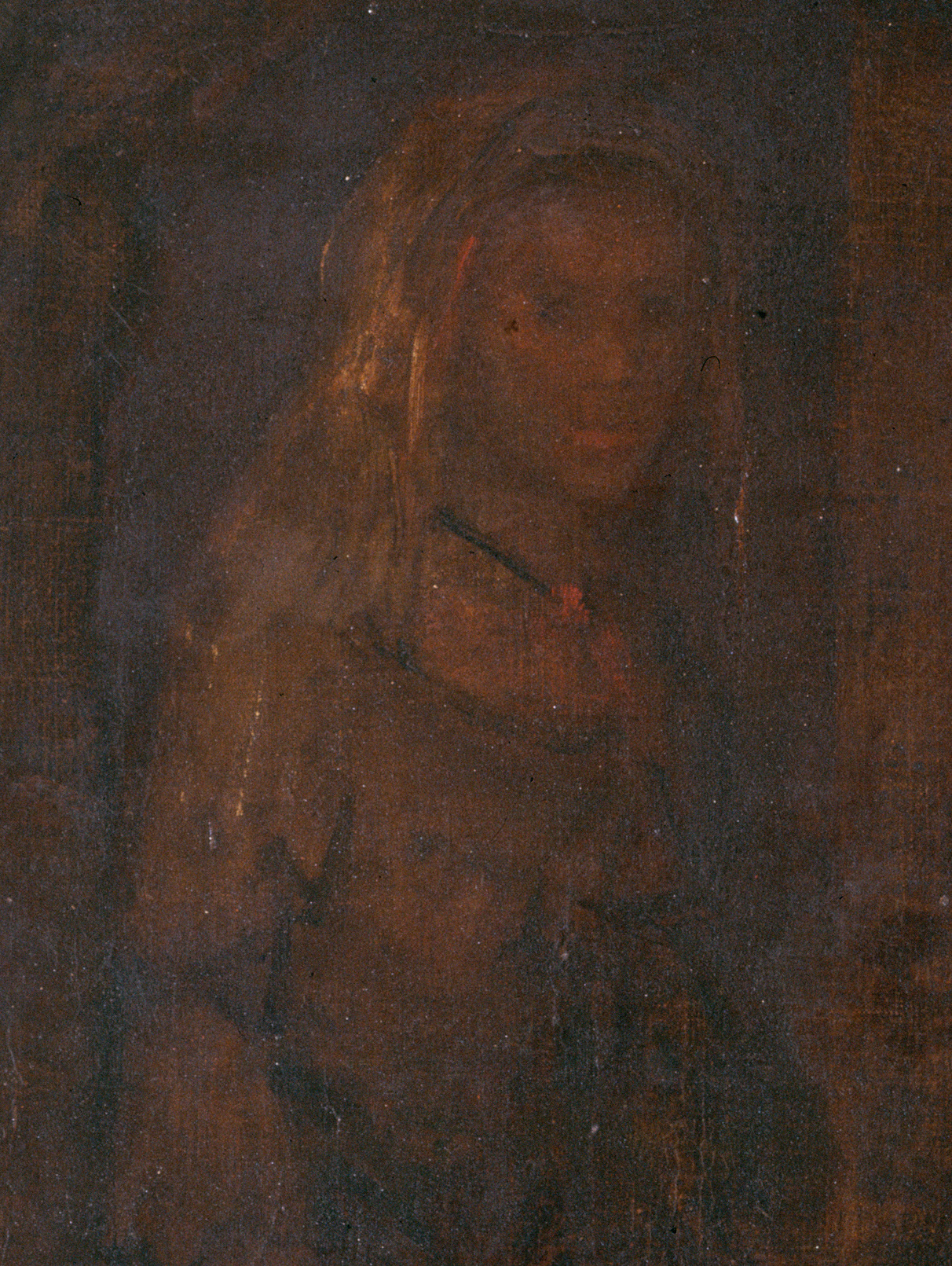
Женщина в левом верхнем углу

Помимо отца и сына на картине изображены ещё 4 персонажа. Это тёмные силуэты, которые с трудом различимы на тёмном фоне, но кто они такие — остаётся загадкой. Некоторые называли их «братьями и сёстрами» главного героя. Характерно, что Рембрандт избегает конфликта: в притче говорится о ревности послушного сына, а гармония картины ничем не нарушена.
Сотрудник Эрмитажа Ирина Линник считает, что полотно Рембрандта имеет прообраз в гравюре на дереве Корнелиса Антониссена (1541 год), на котором коленопреклоненный сын с отцом также изображены в окружении фигур. Но на гравюре эти фигуры надписаны — Вера, Надежда, Любовь, Покаяние и Правда. В небесах на гравюре на греческом, иврите и латыни написано «Бог». Рентген эрмитажного полотна показал первоначальное сходство картины Рембрандта с деталями упомянутой гравюры. Тем не менее, прямую аналогию провести нельзя — на картине есть только отдалённое сходство с одной из аллегорий Антониссена (самая дальняя и почти исчезающая в темноте), которая напоминает аллегорию Любви, и, вдобавок, имеет красный медальон в форме сердца. Возможно, это изображение матери блудного сына.

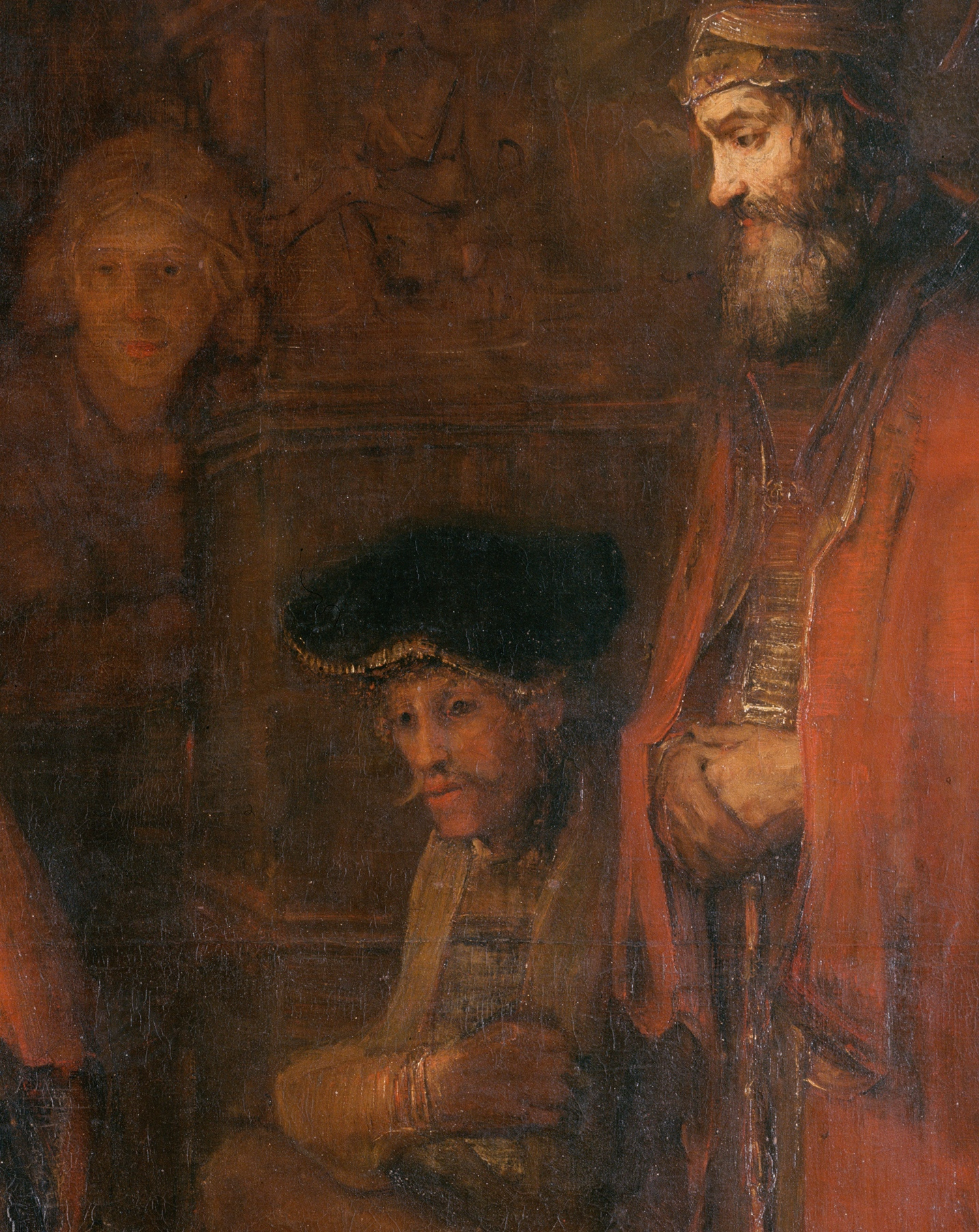
Второстепенные персонажи в правой части картины

Две фигуры на заднем плане, расположенные в центре (судя по всему, женская, возможно — служанка или ещё одна персонифицированная аллегория; и мужская), труднее поддаются отгадке. Сидящий молодой человек с усами, если следовать сюжету притчи, может быть вторым, послушным братом. Существует предположения, что на самом деле второй брат — это предыдущая «женская» фигура, обнимающая колонну. Причём, может быть, это не просто колонна — по форме она напоминает столп Иерусалимского храма и может вполне символизировать собой столп Закона, и то, что праведный брат за ней прячется, приобретает символическое звучание.
Внимание исследователей приковывает фигура последнего свидетеля, расположенная в правой части картины. Она играет важную роль в композиции и написана почти так же ярко, как основные действующие лица. Его лицо выражает сочувствие, а надетый на него дорожный плащ и посох в руках наводят на мысль, что это, также как и блудный сын, одинокий странник. Израильская исследовательница Галина Любан считает, что этот образ связан с фигурой Вечного Жида. По другим предположениям — именно он старший сын, что не совпадает с возрастной характеристикой новозаветного персонажа, хотя он также бородат и одет, как отец. Впрочем, эта богатая одежда — также опровержение версии, поскольку согласно Евангелию, услышав о возвращении брата, он прибежал прямо с поля, где, вероятней всего, был в рабочей одежде. Некоторые исследователи усматривают в этой фигуре автопортрет самого Рембрандта.

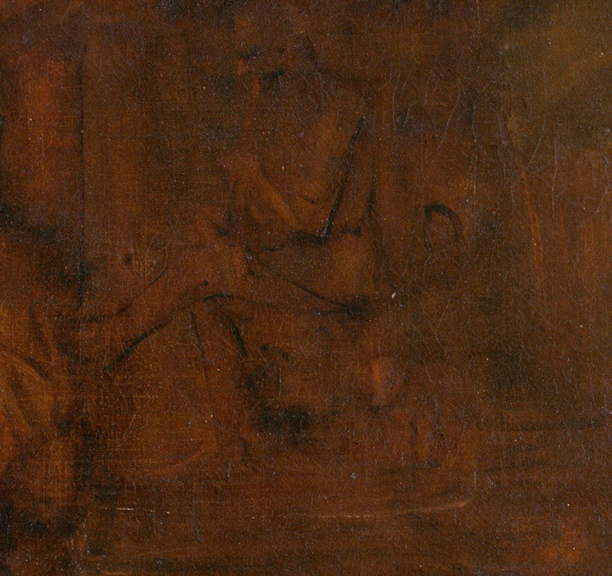
Флейтист

Существует и версия, что две фигуры в правой части картины: юноша в берете и стоящий мужчина — это те же самые отец и сын, которые изображены на другой половине, но только до ухода блудного сына из дома навстречу кутежам. Таким образом, полотно как бы совмещает два хронологических плана. Высказывалось мнение, что эти две фигуры — изображение мытаря и фарисея из евангельской притчи.
В профиль в виде барельефа с правой стороны от стоящего свидетеля изображён музыкант, который играет на флейте. Его фигура, возможно, напоминает о музыке, которая через несколько мгновений заполнит звуками радости дом отца.

## История

### Обстоятельства создания
Это не единственная работа художника на данный сюжет. В 1635 году он пишет картину «Блудный сын в таверне (Автопортрет с Саскией на коленях)», отражавшую эпизод легенды о блудном сыне, проматывающем отцовское наследство. В 1636 году Рембрандт создал офорт, а в 1642 году — рисунок (Музей Тейлора в Харлеме).
Обстоятельства написания полотна загадочны. Как считается, оно написано в последние годы жизни художника. Изменения и исправления первоначального замысла картины, заметные на рентгенограмме, свидетельствуют о подлинности полотна.
Датировка 1666—1669 годами, некоторыми считается спорной. Историки искусства Г. Герсон и И. Линник предложили датировать картину 1661 или 1663 годами.

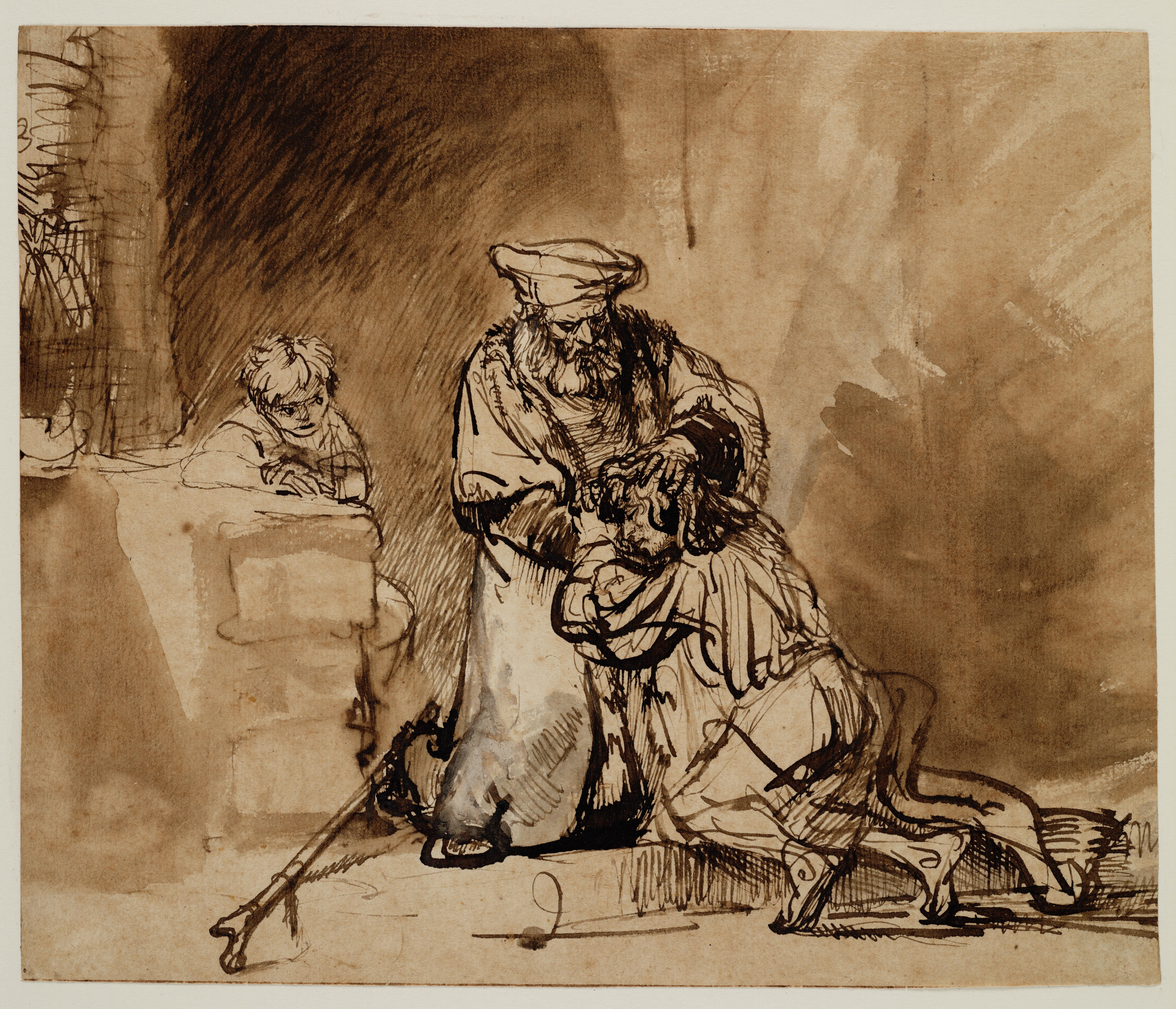
Рисунок 1642 года
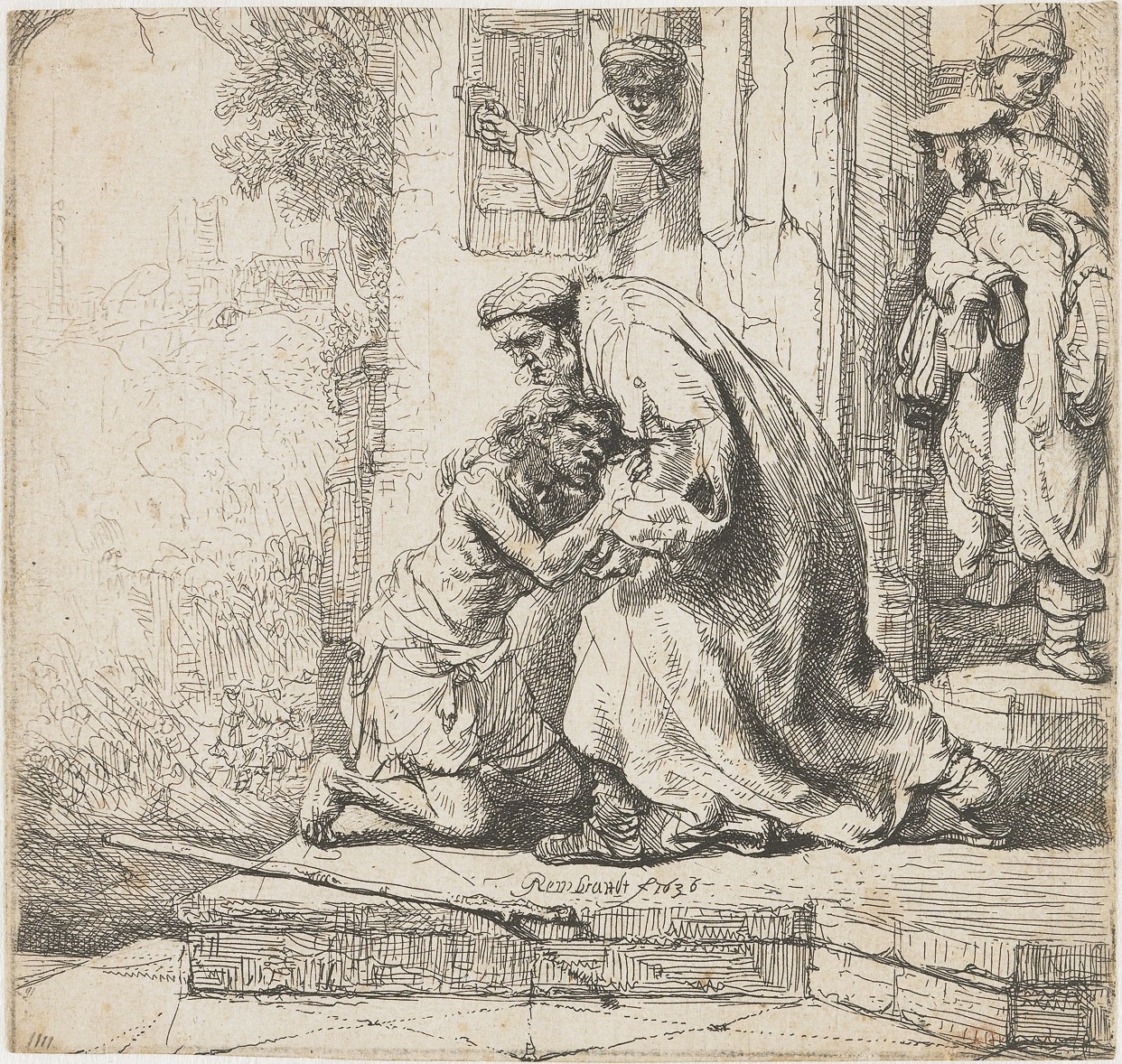
Офорт 1636 года
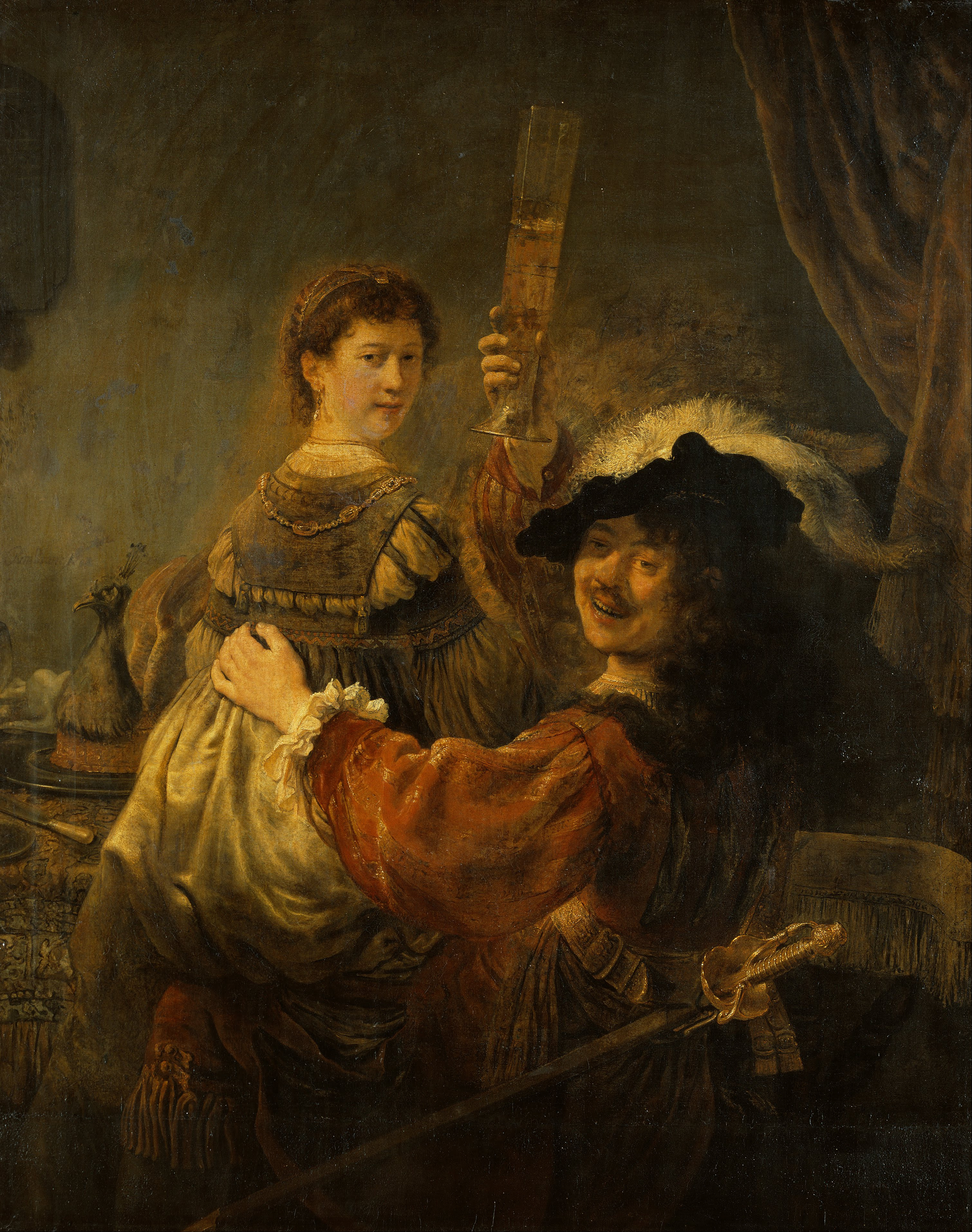
«Блудный сын в таверне»

### Еврейская тема

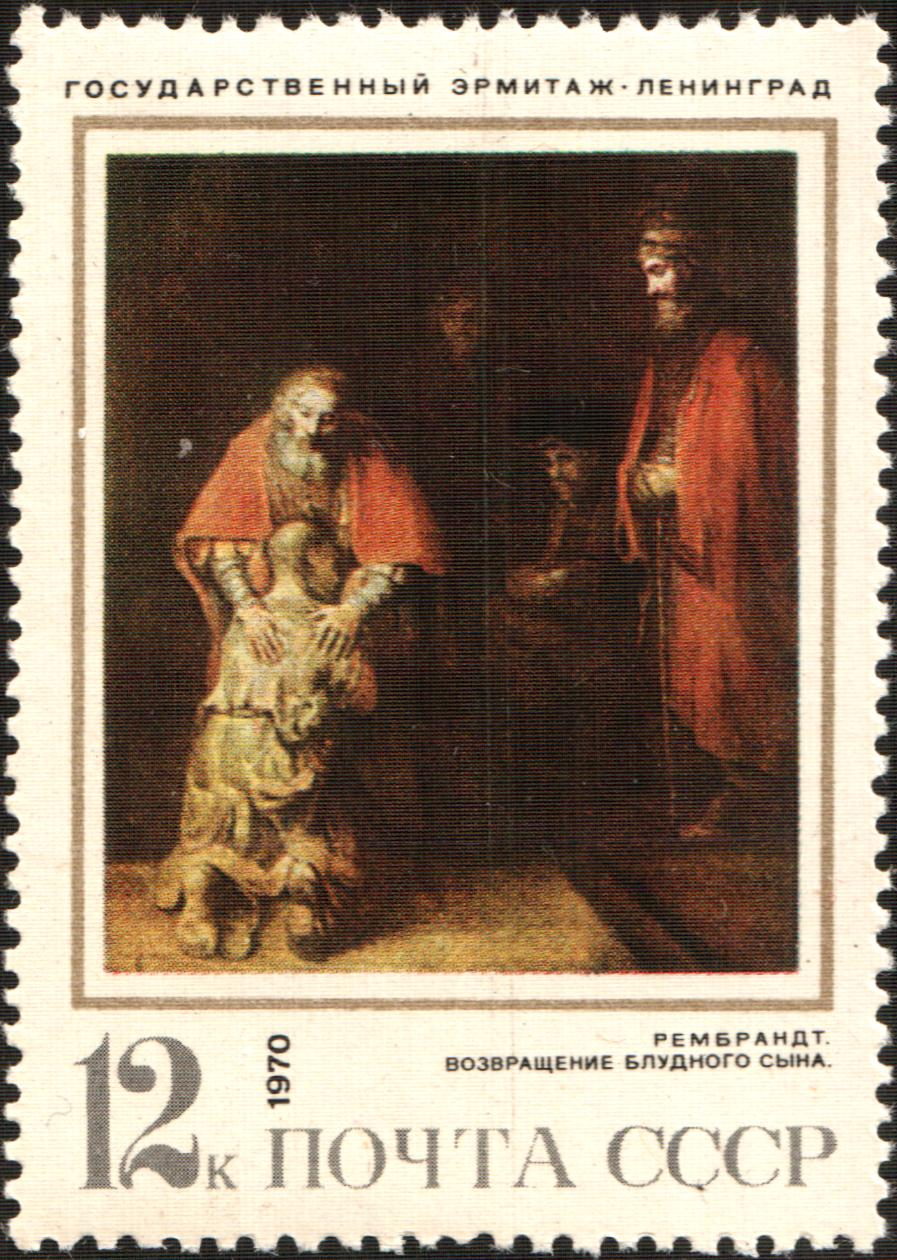
Картина на почтовой марке СССР, 1970 год

Рембрандт жил в Амстердаме, центре еврейской торговли, и активно общался с местными иудеями. Множество его полотен посвящено евреям, он использовал евреев в качестве натурщиков для своих библейских картин.
Еврейская книга «Кол-Бо», старинный сборник ритуалов и правил, раздел «Тшува», использующая аллегорию встречи отца и сына, потерявшего веру в Бога (вариацию притчи), в XVII веке появилась в Амстердаме. Видимо, её напечатал первый издатель города — Менаше бен Исраэль, друг и сосед Рембрандта, иллюстрировавшего его издания. Для евреев, живших в веротерпимой Голландии после суровых католических стран, Тшува — возвращение к иудаизму, стала массовым явлением. Любопытно, что Менаше бен Исраиль выбрал Вечного Жида своей эмблемой.

### История картины
Поступила в Эрмитаж из парижского собрания Андре д'Ансезена, последнего герцога де Кадруса в 1766 году (за год до его смерти) — по поручению Екатерины её купил князь Дмитрий Алексеевич Голицын. Своё собрание Ансезен унаследовал от жены, происходившей из рода Кольберов. Её дед Шарль Кольбер выполнял важные дипломатические поручения Людовика XIV в Голландии, где, возможно, и приобрёл полотно.

## Роль картины в мировой культуре

Крис Кельвин возвращается к отцу в заключительной сцене фильма А. Тарковского «Солярис» (1972)

- Генри Нувен, 2-й по читаемости христианский автор США после Клайва Льюиса, увидев однажды репродукцию этой картины, отправился в Россию, чтобы насладиться оригиналом. Картина заставила его по-новому взглянуть на притчу, и позже он написал христианское сочинение, названное им «Возвращение блудного сына». В ней он рассматривает три ступени духовного странствования каждого человека через призму притчи[7].
- Опера Бенджамина Бриттена «Блудный сын» была сочинена в 1968 году после посещения СССР (на Рождество 1967 года, вместе с известным английским тенором и близким другом Питером Пирсом), где в Ленинграде (во время экскурсии в Эрмитаж) на композитора произвела большое впечатление картина Рембрандта.
- В 1970 году Министерством связи СССР была выпущена почтовая марка с репродукцией этой картины, номинал марки — 12 копеек (№ 3959 по каталогу ЦФА).